# Pojazdy Szynowe Pesa Bydgoszcz

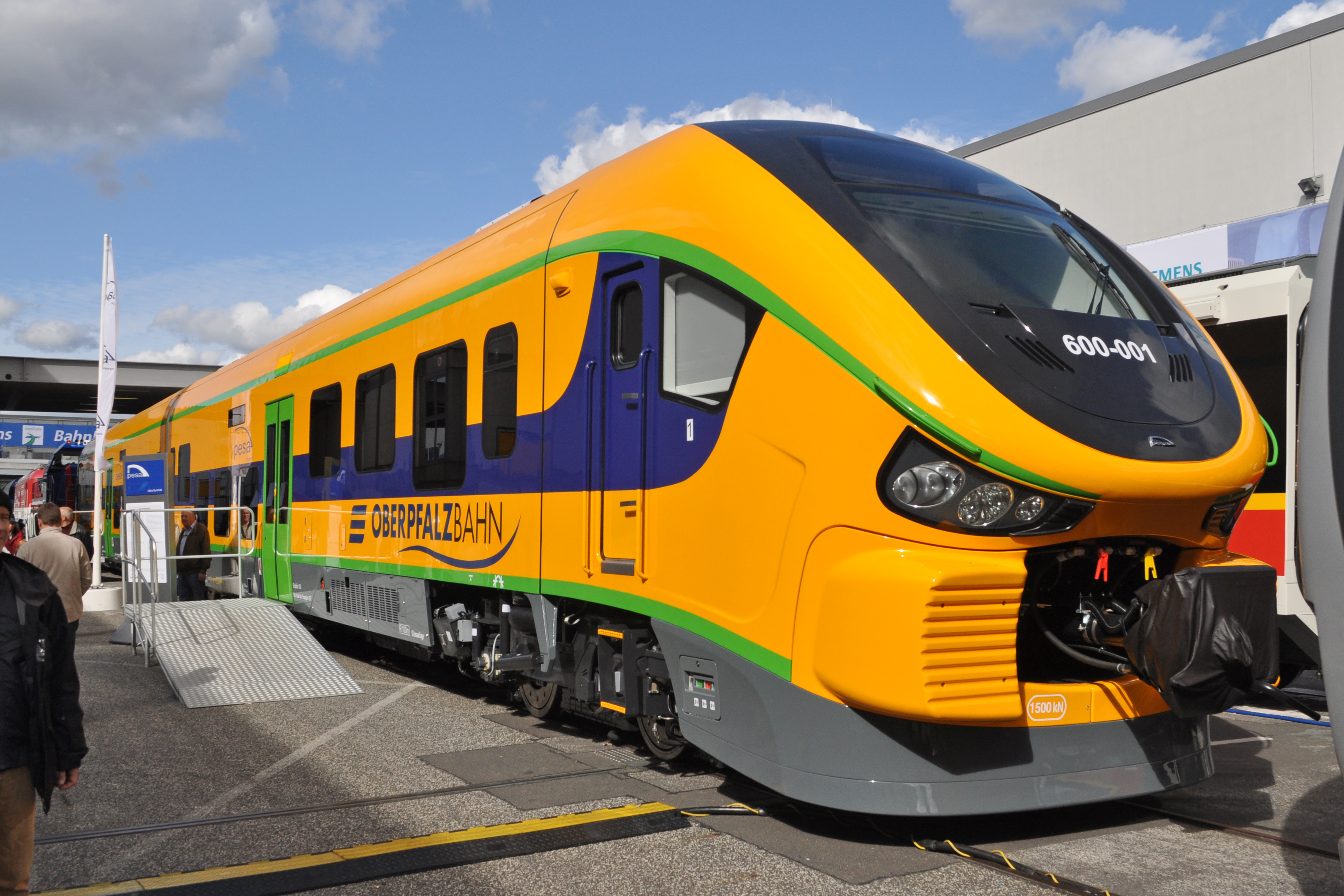
Dieselmotorvagnståg Pesa Link i test för Oberphalzbahn i Bayern i Tyskland

Pojazdy Szynowe Pesa Bydgoszcz SA (Pesa) är ett polskt företag i Bydgoszcz, som tillverkar rälsfordon.

## Historik
Preussische Ostbahn grundade i juli en verkstad i den då preussiska staden Bromberg, som från början bestod av en lokomotivdepå och en smedja. År 1856 byggdes en reparationsverkstad för ånglok och vagnar. I början av 1900-talet färdigställdes dagligen underhåll av fyra ånglok och tio vagnar. Verkstaden var 1907, med 1.370 anställda och 70 lärlingar, stadens största arbetsgivare. Efter första världskriget hamnade staden i Polen och företaget skötte underhåll från 1920 för Polskie Koleje Państwowe (Polens statsjärnvägar) och döptes om till PKP Warsztaty Głowne I kl. ("Polens statsjärnvägars huvudverkstad av klass 1"). Efter andra världskriget var företaget i stort sett intakt och hade på 1950-talet upp till 5.200 anställda.
Underhållsverkstäderna avknoppades från statsjärnvägarna 1991 och övertogs 1995 av den dåvarande företagsledningen. Från början av 2000-talet är företaget främst inriktat på nyproduktion av rälsfordon.

## Fordonstyper
Pesa presenterade 2001 sitt första egenutvecklade diesellokomotiv, 214 M, och 2004 sin första egenutvecklade elektriska motorvagn, PKP-Baureihe EN 59. Ungefär samtidigt började företaget tillverka spårvagnar.
År 2012 lanserades företagets första egna ellok, Pesa Gama.

## Fotogalleri

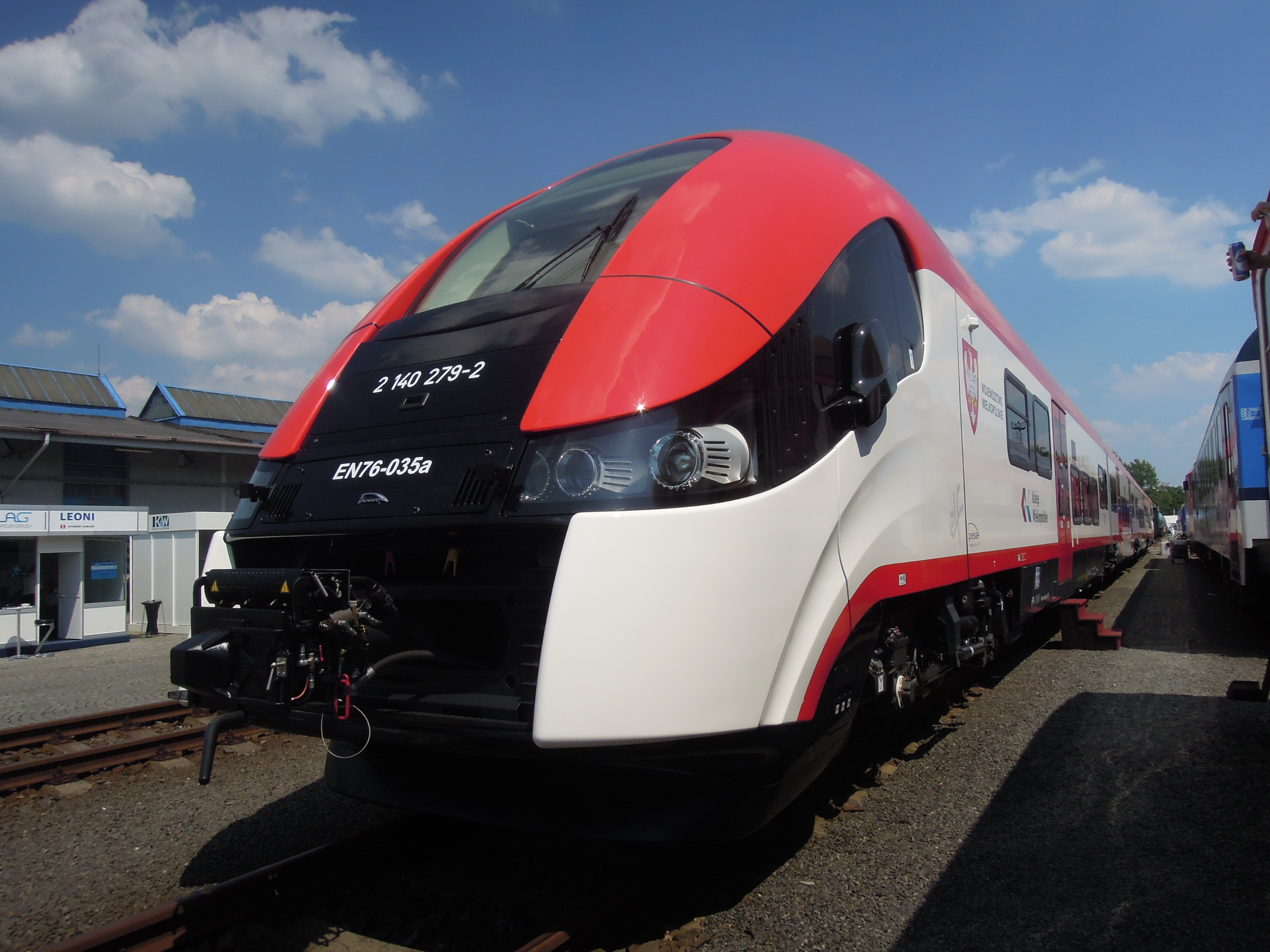
Elmotorvagnståg Pesa Elf på České dráhy ("Tjeckiens statsjärnvägar")
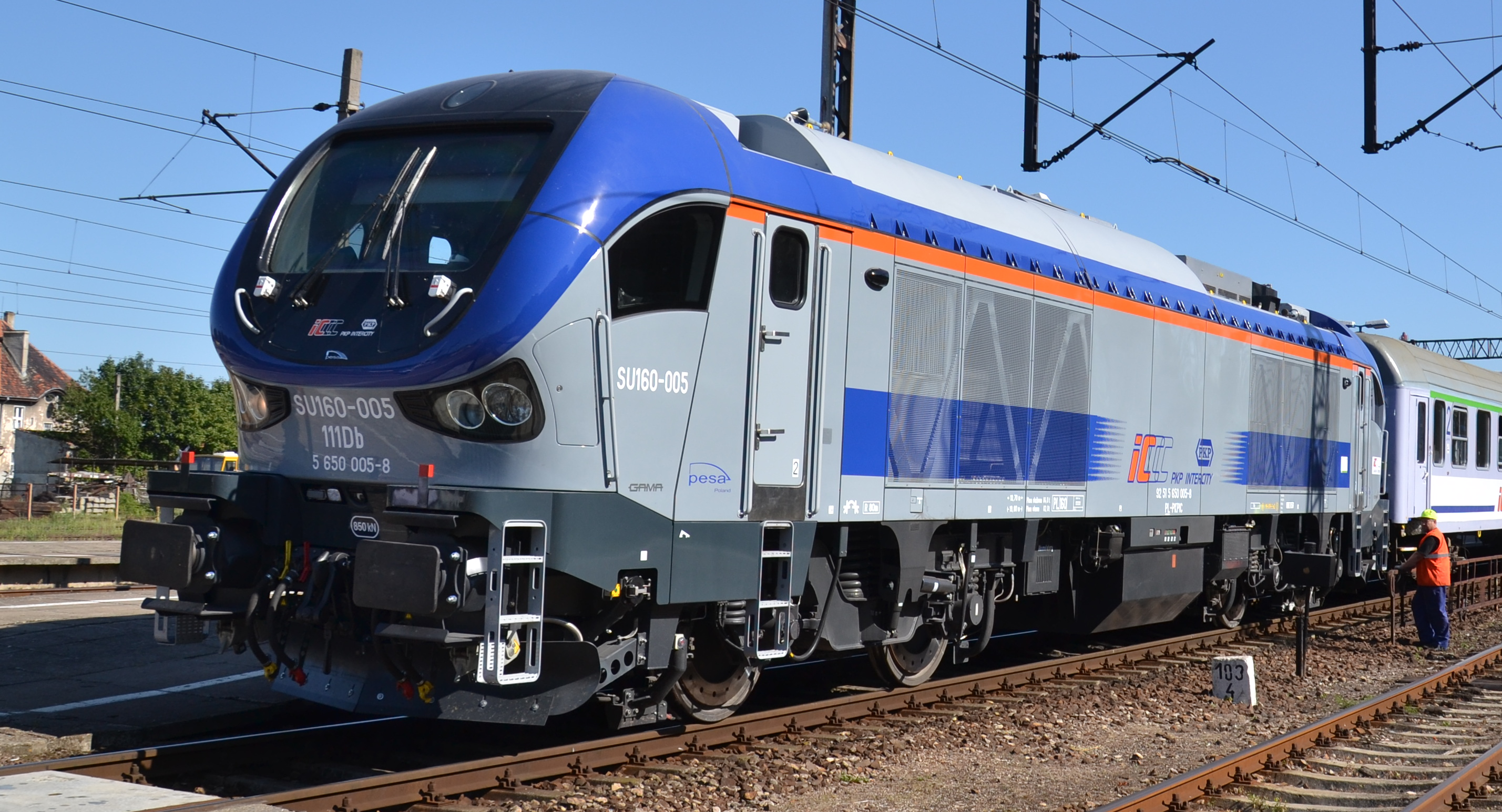
Diesellokomotiv Pesa Gama
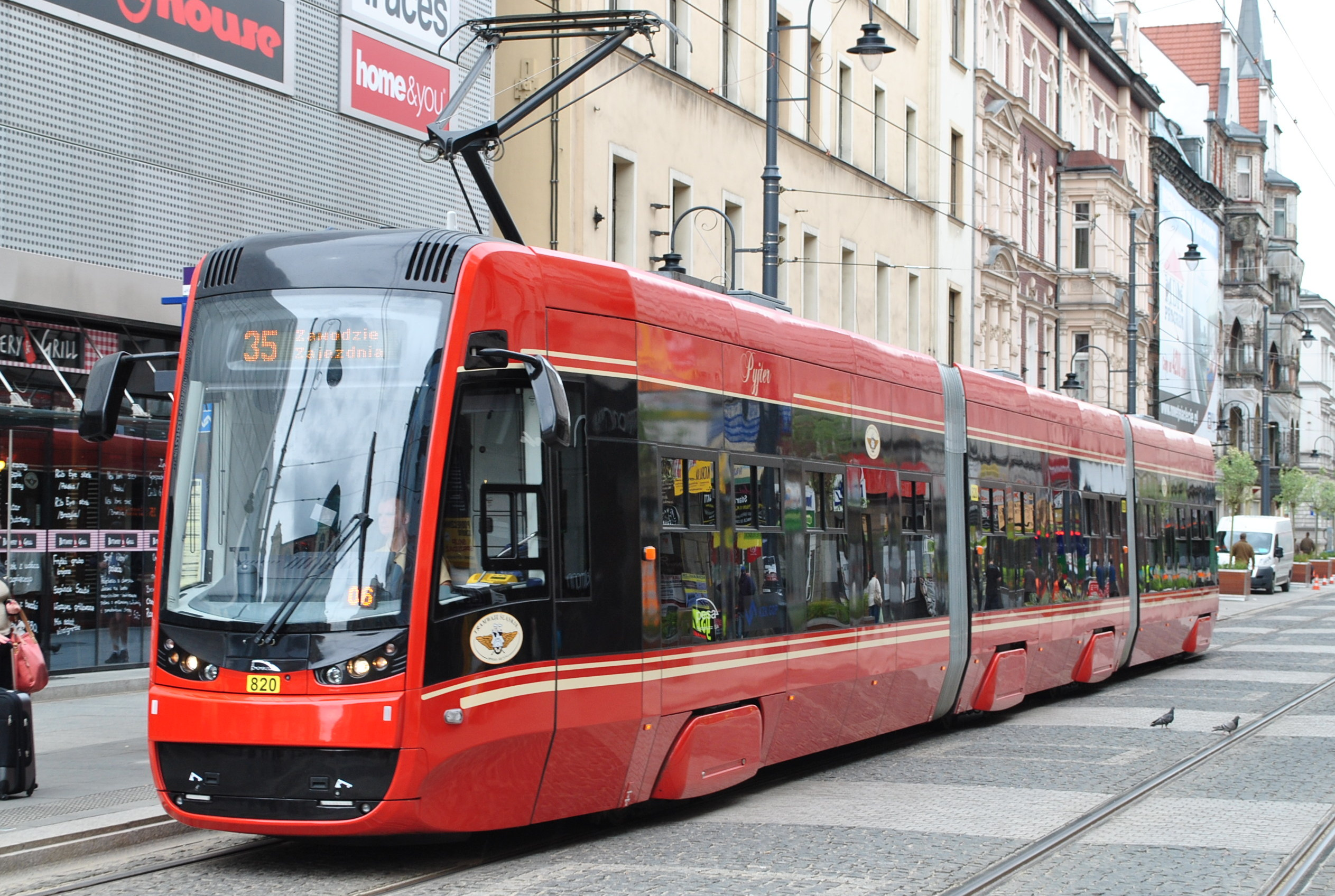
Spårvagn modell Pesa Twist på 3 Majgatan i Katowice, 2014
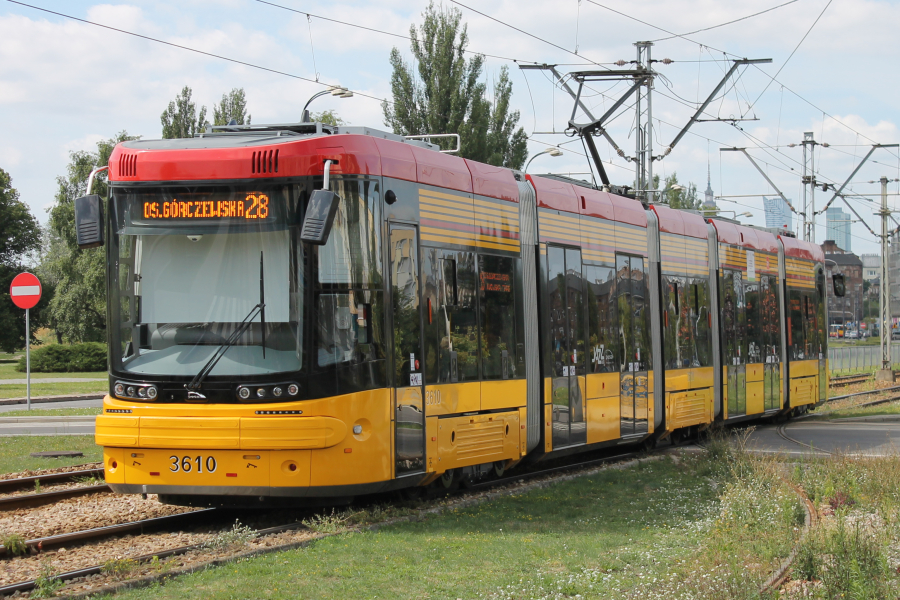
Duospårvagn modell Pesa Jazz Duo i Warszawa 2015
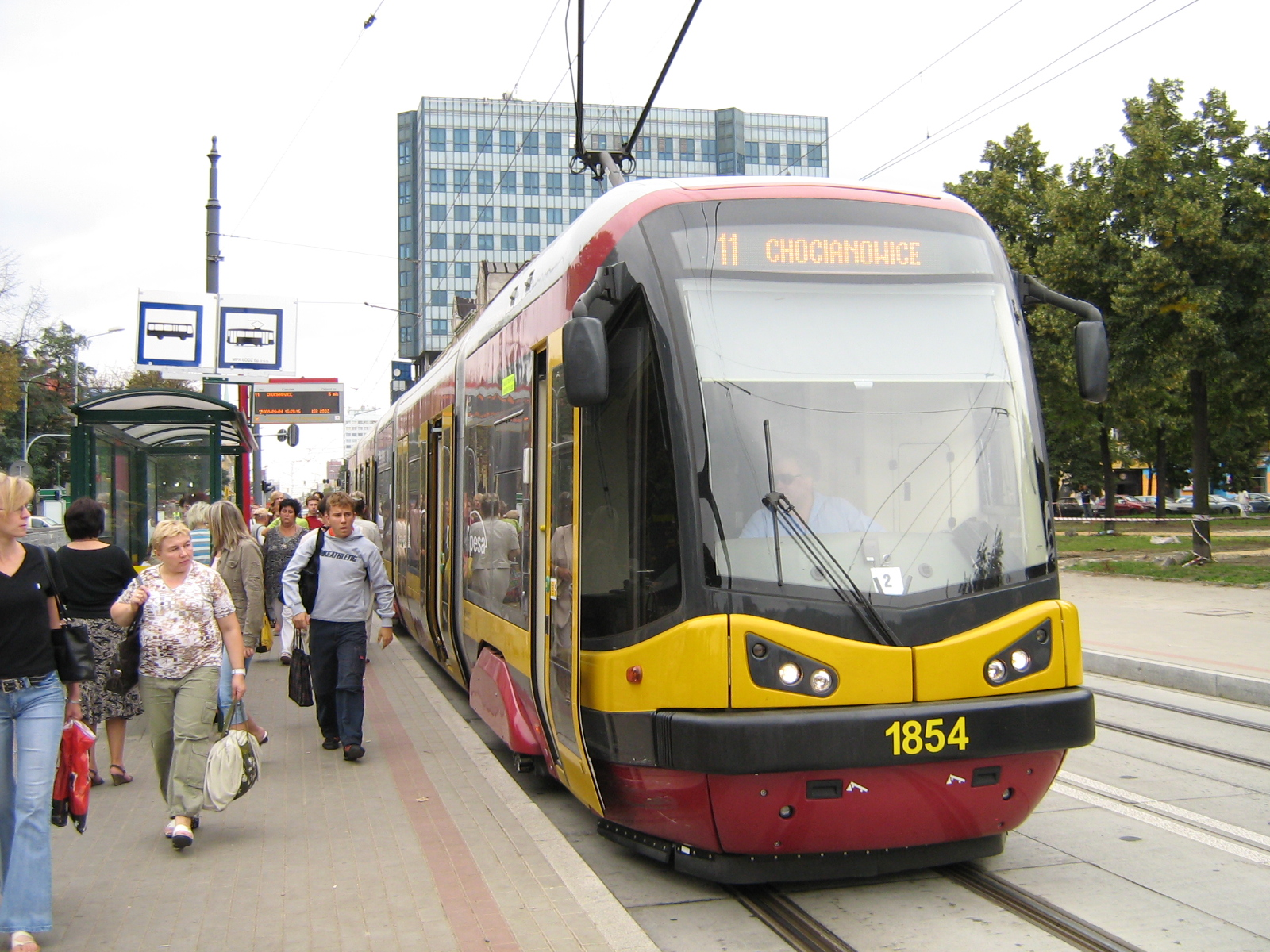
Spårvagn modell Pesa 122N i Łódź